# Анастасій (антипапа)
Анастасій (антипапа) або Анастасій Бібліотекар (лат. Anastasius; бл. 810 — бл. 878) — антипапа у 855 році.
Освіту здобув у Константинопольській вищій школі.
Після смерті папи Римського Лева IV група впливових осіб бажала вибрати папою Анастасія. Проте, духовенство і римське населення підтримало Бенедикта III.
Анастасій звернувся за допомогою до співправителя Священної Римської імперії Людовика II. Імперське військо ув'язнило Бенедикта, завдяки чому Анастасій вступив на престол. Проте, переконавшись у підтримці Бенедикта духовенством, імператор Лотар I відмовив Анастасію в допомозі.
Вважається, що антипапа Анастасій був бібліотекарем Римської церкви.